# Thoracochromis moeruensis
Thoracochromis moeruensis es una especie de peces de la familia de los cíclidos.
Tiene incubación bucal por las hembras.

## Morfología
La longitud máxima descrita es de 10 cm.

## Distribución y hábitat
Es un pez de agua dulce tropical, bentopelágico. Se distribuye por ríos de África, en el lago Mweru y en los pantanos del río Luapula, ambos en la cuenca fluvial alta del río Congo, entre 8º de latitud sur y 12º sur.
La sobrepesca con cajones en los lagos que habita representa una amenaza para la especie, provocando una disminución del tamaño de la población.